# Giro del Veneto 1950
Il Giro del Veneto 1950, ventitreesima edizione della corsa, si svolse il 3 settembre 1950 su un percorso di 215 km con partenza e arrivo a Padova. Fu vinto dall'italiano Luigi Casola, che completò il percorso in 6h20'54" precedendo in volata i connazionali Sergio Pagliazzi e Luciano Frosini. Conclusero la prova 42 ciclisti su 70 al via.

## Percorso
Organizzata dalla Società Ciclisti Padovani, la corsa prese il via da Padova e attraversò nell'ordine Mestrino, Vicenza, Sandrigo, Marostica, Santa Caterina di Lusiana, Asiago, Caltrano, Thiene, di nuovo Vicenza, Lapio e Teolo; l'arrivo fu al velodromo Giovanni Monti di Padova dopo 215 km di corsa.

## Ordine d'arrivo (Top 10)
| Pos. | Corridore         | Squadra    | Tempo    |
| ---- | ----------------- | ---------- | -------- |
| 1    | Luigi Casola      | Atala      | 6h20'54" |
| 2    | Sergio Pagliazzi  | Arbos      | s.t.     |
| 3    | Luciano Frosini   | Legnano    | s.t.     |
| 4    | Loretto Petrucci  | Legnano    | s.t.     |
| 5    | Luciano Cremonese | Bottecchia | s.t.     |
| 6    | Renzo Soldani     | Legnano    | s.t.     |
| 7    | Annibale Brasola  | Benotto    | s.t.     |
| 8    | Olimpio Peccolo   | Bottecchia | s.t.     |
| 9    | Mario Baroni      | Bartali    | s.t.     |
| 10   | Livio Isotti      | Arbos      | s.t.     |